# Simon Dufour
Pour les articles homonymes, voir Dufour.
Simon Dufour, né à Ambert, le 20 février 1979, est un nageur français spécialiste des épreuves de dos crawlé.
Licencié au Cercle nautique des Cévennes à Alès depuis ses débuts et jusqu'en septembre 2000, il court, depuis cette date, sous les couleurs du Montpellier ANUC.
Il est actuellement dirigeant de l'entreprise SWIIIM (vente en ligne d'équipements de natation, maillots et accessoires).

## Biographie
Il débute les compétitions de natation à l'âge de 9 ans, en 1988 et remporte, huit années plus tard, son 1er titre de champion de France, celui du 200 m dos. En 1997, aux Championnats d'Europe juniors à Glasgow, il est médaillé de bronze du 200 m et échoue au pied du podium en terminant 4e des 200 et 400 m nage libre.
Il intègre l'équipe de France en 1999 et, la même année, est sélectionné pour les Championnats d'Europe à Istanbul. L'année 2000 est celle de sa 1re sélection aux Jeux olympiques de Sydney, la 2e l'est pour ceux d'Athènes en 2004. Lors de ces deux participations, il obtient son meilleur résultat à Athènes, en terminant à la 6e place lors de la finale du 200 m dos.
Le 24 mars 2000 à Rennes, lors de la demi-finale du 200 m dos des Championnats de France, il bat le record de France dans le temps de 1 min 59 s 79. Il est ainsi le 1er français à nager cette épreuve sous la barre des deux minutes.
C'est aux Championnats d'Europe de 2001 en petit bassin qu'il obtient sa  1re médaille internationale chez les seniors; elle est de bronze dans l'épreuve du 200 m dos. Il obtient un résultat identique aux Championnats du monde de Barcelone en 2003 et, au cours de ces mondiaux, il manque de peu une 2e médaille de même couleur, le relais 4 × 100 m 4 nages, dont il fait partie, terminant à la 4e place.
Lors des Championnats d'Europe qui ont précédé de quelques mois les Jeux olympiques d'Athènes, il est vice-champion d'Europe avec le relais 4 × 100 m 4 nages et médaillé de bronze de l'épreuve du 200 m dos.
Souffrant de douleurs lombaires chroniques, il se fait opérer d'une hernie discale L5-S1 trois mois après les Jeux olympiques d'Athènes. La rééducation et les entraînements consécutifs à cette opération réussie lui ont permis et de recouvrer une forme optimale et de participer aux Championnats de France et Championnats du monde, respectivement en avril et juillet 2005.
Régulièrement présent aux Championnats de France depuis 1996, il est champion à 17 reprises, 11 fois consécutivement (de 1996 à 2006) du 200 m dos, 4 fois (1999, 2000, 2004 et 2006) du 100 m dos et 2 fois du 50 m dos (2004 et 2006). S'ajoutent à ces titres, 5 places de 2e et 1 place de 3e.

### Ses sélections
- Jeux olympiques : Sydney 2000, Athènes 2004 et Pékin 2008
- Championnats du monde de natation : Barcelone 2003, Montréal 2005 et Melbourne 2007
- Championnats d'Europe de natation : Istanbul 1999, Berlin 2002, Madrid 2004 et Budapest 2006
- Championnats d'Europe de natation en petit bassin : Anvers 2001, Riesa 2002, Dublin 2003, Trieste 2005, Helsinki 2006 et Debrecen 2007

## Palmarès (podiums)

### Championnats du monde de natation
- Championnats du monde de natation 2003 à Barcelone  Espagne
  -  médaille de bronze de l'épreuve du 200 m dos (1 min 57 s 90)

### Championnats d'Europe de natation
- Championnats d'Europe de natation 2001 en petit bassin à Anvers  Belgique
  -  médaille de bronze de l'épreuve du 200 m dos (1 min 54 s 21)
- Championnats d'Europe de natation 2004 à Madrid  Espagne
  -  médaille d'argent du relais 4 × 100 m 4 nages (Simon Dufour~Hugues Duboscq~Franck Esposito~Julien Sicot) (3 min 37 s 77)
  -  médaille de bronze de l'épreuve du 200 m dos (1 min 58 s 54)

### Championnats de France de natation
| Discipline / Année | 1996 | 1997 | 1998 | 1999 | 2000 | 2001   | 2002   | 2003   | 2004 | 2005   | 2006 | 2007 | 2008   |
| ------------------ | ---- | ---- | ---- | ---- | ---- | ------ | ------ | ------ | ---- | ------ | ---- | ---- | ------ |
| 50 m dos           | -    | -    | -    | -    | -    | -      | Bronze | Argent | Or   | -      | Or   | -    | -      |
| 100 m dos          | -    | -    | -    | Or   | Or   | Argent | Argent | Argent | Or   | Argent | Or   | -    | Bronze |
| 200 m dos          | Or   | Or   | Or   | Or   | Or   | Or     | Or     | Or     | Or   | Or     | Or   | -    | Argent |

## Records personnels[3]
| Epreuve   | Temps         | Date            | Lieu              | Record           |
| 50 m dos  | 25 s 91       | 11 mai 2006     | Tours France      | Record personnel |
| 100 m dos | 55 s 31       | 21 juillet 2003 | Barcelone Espagne | Record personnel |
| 200 m dos | 1 min 57 s 90 | 25 juillet 2003 | Barcelone Espagne | Record de France |

| Epreuve   | Temps         | Date            | Lieu             | Record           |
| 50 m dos  | 25 s 65       | 9 décembre 2005 | Trieste Italie   | Record personnel |
| 100 m dos | 53 s 69       | 26 janvier 2002 | Berlin Allemagne | Record personnel |
| 200 m dos | 1 min 54 s 14 | 26 janvier 2002 | Berlin Allemagne | Record personnel |